# Кёпке, Клаус

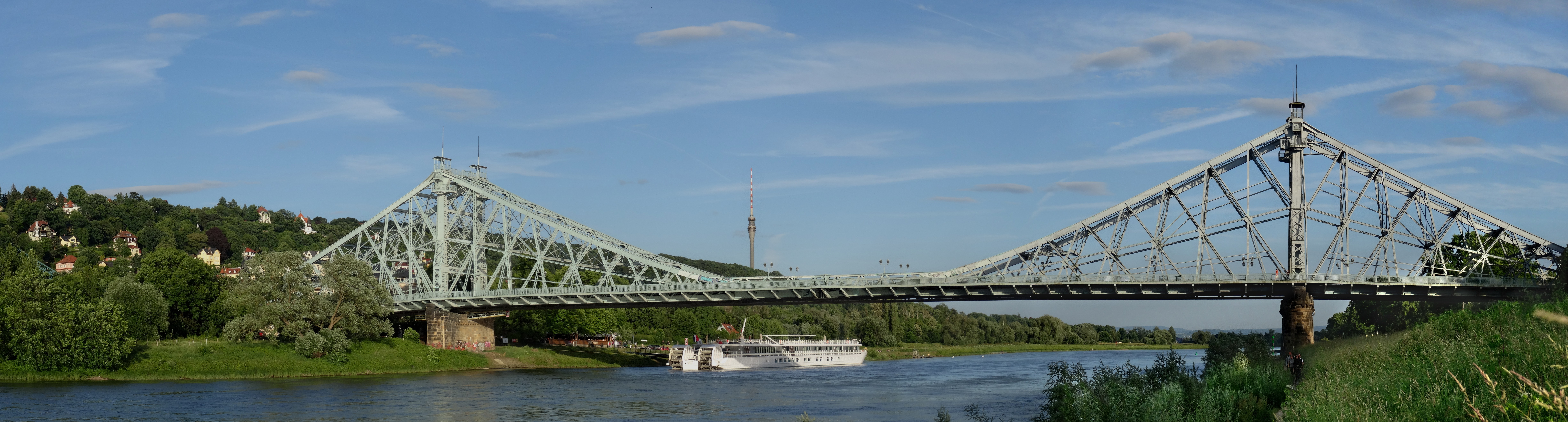
Мост «Голубое чудо» в Дрездене

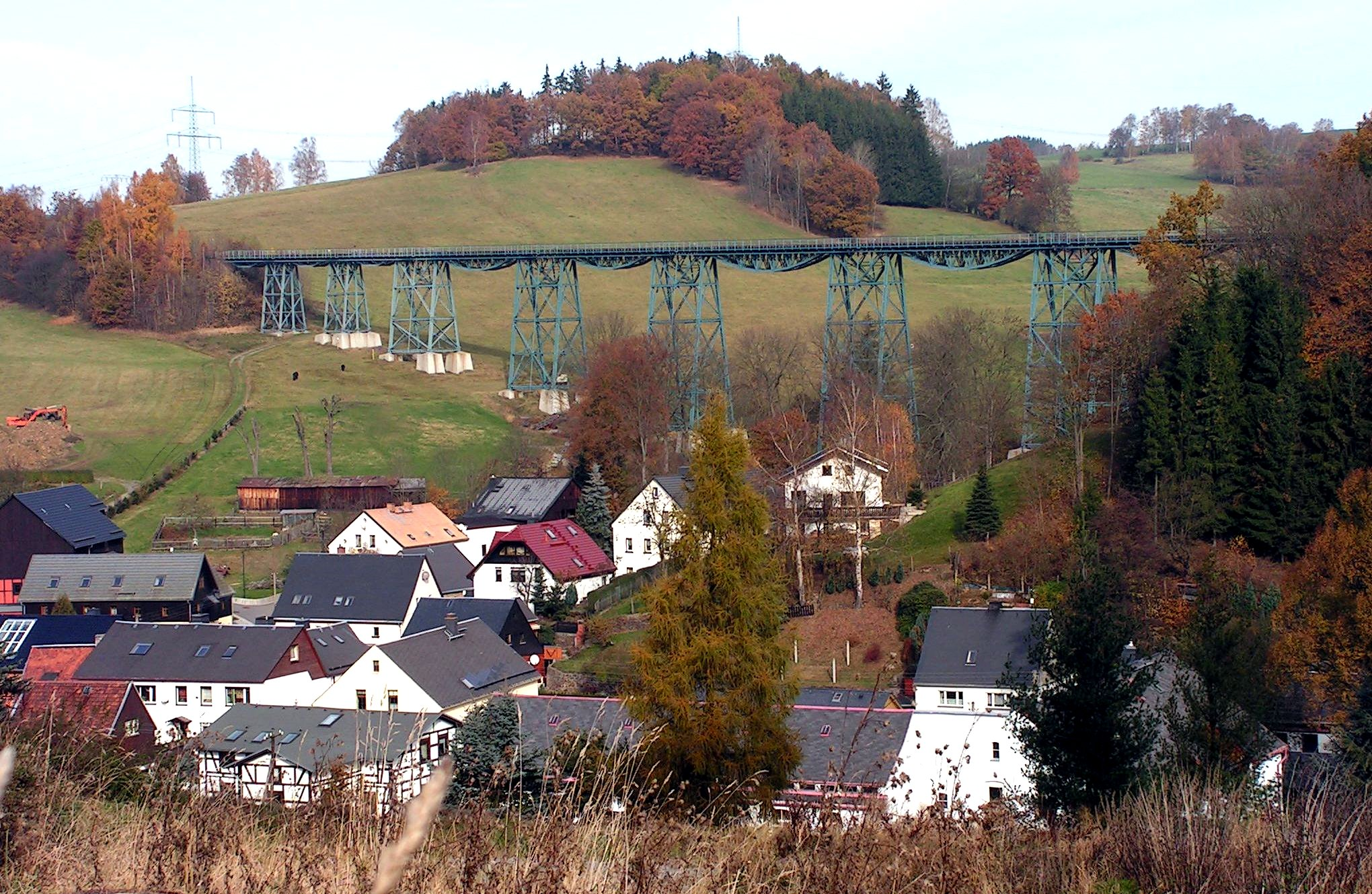
Мост-виадук в Рудных Горах (1888—1889)

Клаус Кёпке (нем. Claus Koepcke, также Köpcke; 1831, Борстель, Альтес-Ланд — 1911, Дрезден) — саксонский инженер, строитель мостов, обогативший эту область инженерного искусства многими почерпнутыми из собственной практики наблюдениями и основанными на них весьма ценными теоретическими выводами, позволившими усовершенствовать конструкции мостовых сооружений, а в особенности каменные своды и цепные мосты.
Особенно интересны его исследования над качкой цепных мостов и связанные с этим выводы. Он показал, что закреплением определенных точек вдоль пролёта моста можно уменьшить амплитуду колебаний и вместе с тем устранить опасную качку цепного моста под влиянием ритмической нагрузки (марширующих солдат, проходящей конницы и пр.). Его многочисленные статьи в этой области напечатаны в «Deutsche Bauzeiteung», «Zeitschrift des Hannoverschen Arch.— und Ingenieur-Vereins», а также «Civilingenieur», начиная с 1870-х годов.